# Христианство в Косове
Христианство в Косове ведёт свою долгую историю с времён Римской империи. До битвы на Косовом поле в 1389 году весь регион Балкан был христианизирован сперва Римской, а позднее Византийской империями. С 1389 по 1912 годы Косово официально было частью мусульманской Османской империи и регион был значительно исламизирован. В течение периода до Второй мировой войны, Косово было под управлением секулярной социалистической власти Социалистической Федеративной Республики Югославии (СФРЮ). Это был период, когда косовары всё больше и больше секуляризировались. На сегодняшний день свыше 90 % населения Косова из семей, придерживающихся ислама, большинство из них являются этническими албанцами, но также в это число входят славяне (большинство их определяют себя как горанцы или боснийцы) и турки.

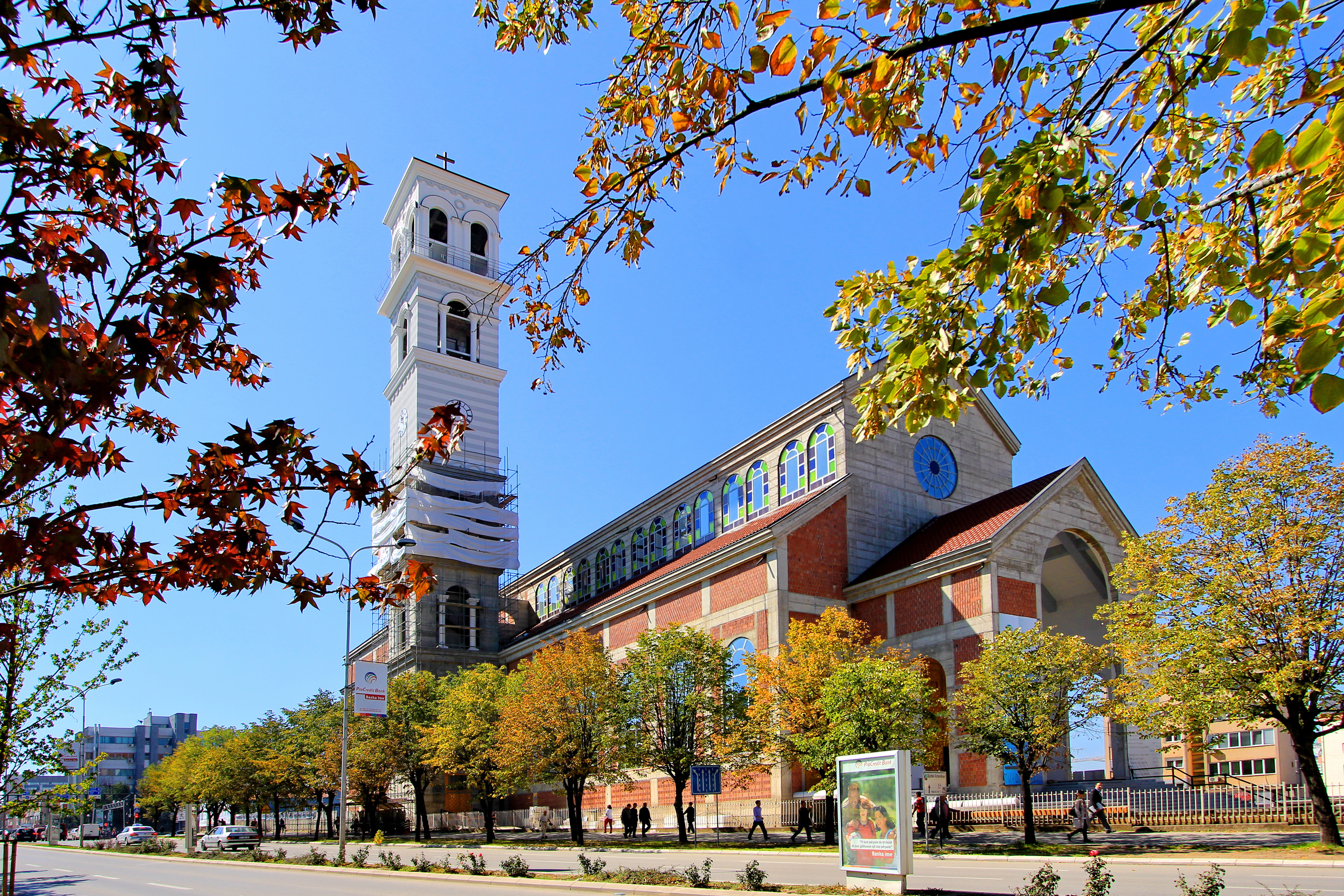
Собор св. Матери Терезы в Приштине

Около трёх процентов этнических албанцев в Косово остаются в католической церкви несмотря на века османского владычества. В течение периода, когда переход из католичества в ислам был наиболее интенсивным (вторая половина XVI века — конец XVIII века) многие из перешедших продолжали исполнять католические обряды втайне, пока католическая церковь не запретила это с 1703 года, и в 1845 году значительное число людей, являвшихся мусульманами заявили, что они католики, чтобы избежать призыва. До сих пор сообщается о случаях семей, «вернувшихся» к своей католической вере (насчитывается, по разным оценкам, 105 000 католиков в Косове и другие 60 000 косоваров, родившихся в католических семьях вне Косова). Мать Тереза, чьи родители, возможно, были из Косова, узрела видение, которое определило ее религиозное призвание в Церкви Чёрной Богоматери в Летнице, Косово. В её честь назван центральный бульвар в Приштине. В Приштине в 2011 году был освящён католический собор, построенный на земле, пожертвованной муниципалитетом. В течение Косовской войны (1999) происходили акты вандализма в отношении косовских албанских католических храмов. Исторический памятник Джяковы (Церковь Святого Антония Падуанского) в основном был разрушен югославскими сербскими солдатами. В Приштине югославские сербские офицеры изгнали монахинь и священника из католической церкви Святого Антония и выставили радары в колокольне, что привело к бомбардировке церкви и близлежащих домов силами НАТO.
Сербское население региона, насчитывающее от 50 000 до 100 000 человек, в большинстве своём относятся к Сербской православной церкви. В Косово находятся 26 монастырей и много церквей (см. Монастыри Сербской православной церкви в Косове и Метохии), из которых три являются памятниками мирового наследия: монастырь в Пече (на протяжении столетий бывший резиденций патриарха Сербской православной церкви), Монастырь Высокие Дечаны и Монастырь в Грачанице. Десятки церквей были разрушены, а другие повреждены, после окончания сербского правления в 1999 году, и в дальнейшем 35 церквей были повреждены при беспорядках в марте 2004 года в Косове.
Также есть небольшое число евангелических протестантов, чья традиция восходит к методистской миссионерской работе, центр которой был сосредоточен в городе Битола, в конце XIX века. Они представлены Косовской протестантской евангелической церковью (KPEC).